# Masha Gessen

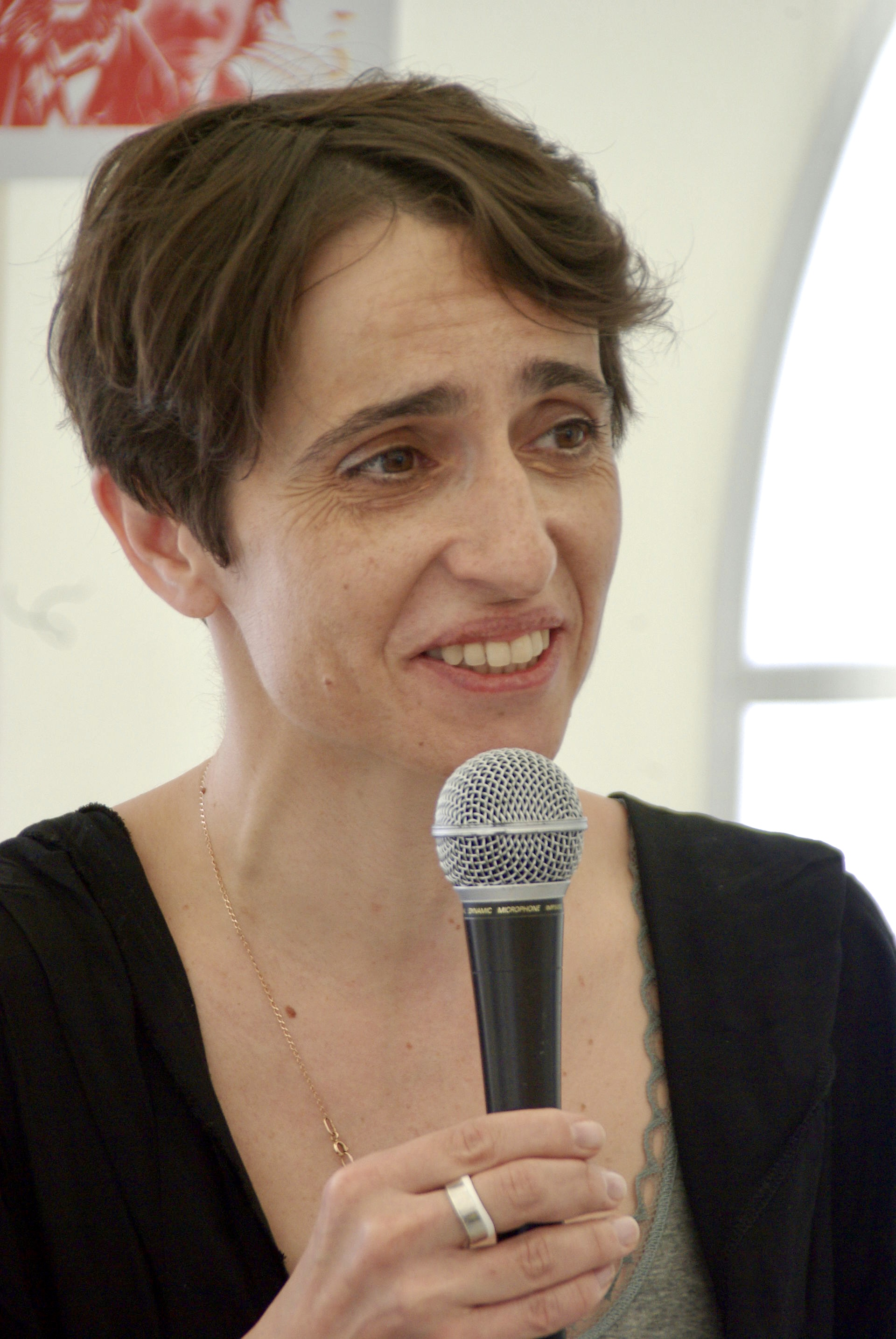
Masha Gessen na 6. Międzynarodowym Festiwalu Książki w Moskwie

Masha Gessen (ur. jako Maria Aleksandrowna Gessen, ros. Мари́я Алекса́ндровна Ге́ссен, 13 stycznia 1967 w Moskwie) – amerykańsko-rosyjska dziennikarka pochodzenia żydowskiego, autorka książek o tematyce społeczno-politycznej, działa na rzecz praw osób LGBT.
Przez kilka miesięcy w roku 2012 była redaktorką naczelną rosyjskiego miesięcznika Wokrug Swieta, od 2017 pracuje w tygodniku The New Yorker. Mieszka w Nowym Jorku wraz z poślubioną w USA rosyjską działaczką na rzecz praw mniejszości seksualnych. Posiada obywatelstwo rosyjskie i amerykańskie.
Jest osobą niebinarną, określa siebie używając neutralnego płciowo zaimka „they”.

## Wybrane publikacje

### Książki
- Masha Gessen: Half a Revolution: Contemporary Fiction by Russian Women. Cleis Press, 1995. ISBN 978-1573440066. (ang.). Brak numerów stron w książce
- Masha Gessen: Dead Again: The Russian Intelligentsia After Communism. Verso, 1997-06-01. ISBN 978-1859841471. (ang.). Brak numerów stron w książce
- Masha Gessen: Ester and Ruzya: How My Grandmothers Survived Hitler’s War and Stalin’s Peace. Dial Press, 2005-10-25. ISBN 978-0385336055. (ang.). Brak numerów stron w książce
- Masha Gessen: Blood Matters: From Inherited Illness to Designer Babies, How the World and I Found Ourselves in the Future of the Gene. 2008-04-01. (ang.). Brak numerów stron w książce
- Masha Gessen: Perfect Rigor: A Genius and the Mathematical Breakthrough of the Century. Houghton Mifflin Harcourt, 2009-11-11. ISBN 978-0151014064. (ang.). Brak numerów stron w książce
- Masha Gessen: The Man Without a Face: The Unlikely Rise of Vladimir Putin. Riverhead Books, 2012-03-01. ISBN 978-1594488429. (ang.). Brak numerów stron w książce

### Przekłady na język polski
- Masha Gessen: Putin. Człowiek bez twarzy. Prószyński Media, 2012. ISBN 978-83-7839-054-1. Brak numerów stron w książce
- Masha Gessen: Słowa skruszą mury. Pussy Riot. Warszawa: Prószyński Media, 2014. ISBN 978-837-961-804-0. (pol.). Brak numerów stron w książce
- Masha Gessen: Będzie to, co było, Prószyński i S-ka. 2018. ISBN 978-83-8123-304-0.